# Томба (река)
Томба — река в России, на Кольском полуострове, течёт по территории Ловозерского района Мурманской области. Левый приток Поноя.
Длина реки — 27 км, площадь её водосборного бассейна — 279 км². 
В 11 км от устья впадает левобережный приток Томба Поперечная. В среднем и нижнем течении Томба порожиста. Устье реки находится в 50 км по левому берегу реки Поной. 

## Данные водного реестра
По данным государственного водного реестра России относится к Баренцево-Беломорскому бассейновому округу, водохозяйственный участок реки — река Поной. Речной бассейн реки — бассейны рек Кольского полуострова и Карелии, впадает в Белое море.